# مؤسسة روكفيلر

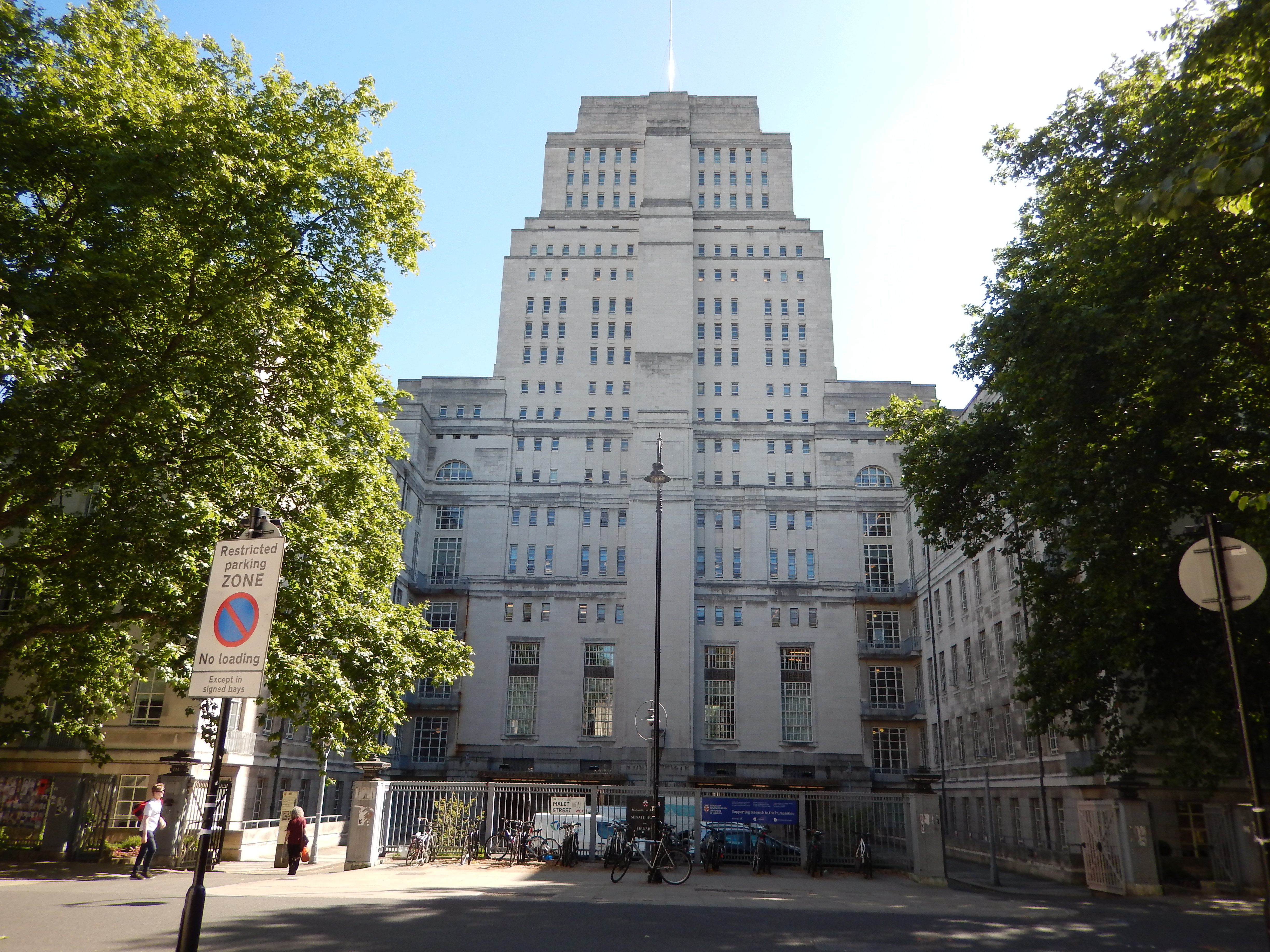
بُنِي مجلس الشيوخ (جامعة لندن) على تبرع من مؤسسة روكفلر في عام 1926 ووضع حجر الأساس من قبل الملك جورج الخامس في عام 1933. وهو المقر الرئيسي لجامعة لندن منذ عام 1937.

مؤسسة روكفلر (بالإنجليزية: Rockefeller Foundation)‏ هي منظمة خيرية يقع مقرها في مدينة نيويورك. أسسها رجل الأعمال الأمريكي جون دافيسون روكفلر في 14 مايو (وهو تاريخ حصول المؤسسة على الاعتماد القانوني من ولاية نيويورك لبدء نشاطها)، بمعاونة من ابنه جون دافيسون روكفلر الأصغر وكبير مستشاريه فردريك تايلور غيتس، بغرض «تعزيز ارتقاء البشر في جميع أنحاء العالم»
، ويقع مقرها حاليًا في 420 الطريق الخامس (Fifth Avenue)، مدينة نيويورك.
في 14 مايو 1913 وافق حاكم نيويورك آنذاك ويليام سولزر على منح الاعتماد القانوني للمنظمة لبدء نشاطها.
خلال سنوات ساعدت المنظمة على نشر الرعاية الصحية وتقديم دورات تعليمية طبية. ومنذ إنشائها عام 1913م قامت مؤسسة روكفلر في عدة مناسبات بإنفاق مامجموعه 250 مليون دولار أمريكي.

## من منجزات المؤسسة
- تقديم الدعم المالي للتعليم في الولايات المتحدة «دون تمييز على أساس العرق أو الجنس أو العقيدة».[5]
- المشاركة في تأسيس مدرسة لندن لحفظ الصحة وطب المناطق الحارة قي المملكة المتحدة.
- تأسيس مدرسة جونز هوبكنز للصحة العامة ومدرسة هارفارد للصحة العامة (وهما اثنتان من أوائل مدارس الصحة العامة في الولايات المتحدة).[6][7]
- تطوير لقاح الحمى الصفراء.[8]
- تطوير وتمويل العديد من برامج تحسين النسل الألمانية، ومنها البرنامج الذي عمل فيه جوزف منجيل قبل انتقاله إلى أوشفيتز.[9][10]
- ساعدت في توفير الملاذ للعلماء المهددين من قبل النازيين.[11]

## وصلات خارجية
- الموقع الرسمي.